# Pseudelaphe
Pseudelaphe is een geslacht van slangen uit de familie toornslangachtigen (Colubrinae) en de onderfamilie Colubrinae.

## Naam en indeling
De wetenschappelijke naam van de groep werd voor het eerst voorgesteld door Robert Friedrich Wilhelm Mertens en Hans Rosenberg in 1943. Pseudelaphe flavirufa was lange tijd de enige soort uit het monotypische geslacht Pseudelaphe, tot in 2004 de voormalige ondersoort Pseudoelaphe phaescens als een aparte soort werd erkend. Beide soorten behoorden lange tijd tot het geslacht van de klimslangen (Elaphe).
De wetenschappelijke geslachtsnaam Pseudelaphe betekent vrij vertaald 'nep-Elaphe'; de slangen lijken namelijk op de soorten uit het geslacht van de klimslangen (Elaphe).

### Soorten
Het geslacht omvat de volgende soorten, met de auteur en het verspreidingsgebied.
| Naam                  | Auteur        | Verspreidingsgebied                            |
| --------------------- | ------------- | ---------------------------------------------- |
| Pseudelaphe flavirufa | Cope, 1867    | Mexico, Belize, Guatemala, Honduras, Nicaragua |
| Pseudelaphe phaescens | Dowling, 1952 | Mexico                                         |

## Verspreiding en habitat
De slangen komen voor in delen van Midden-Amerika en leven in de landen Mexico, Belize, Guatemala, Honduras en Nicaragua.

## Beschermingsstatus
Door de internationale natuurbeschermingsorganisatie IUCN is aan een soort een beschermingsstatus toegewezen. De slang Pseudelaphe flavirufa wordt beschouwd als 'veilig' (Least Concern of LC).